# Mitsubishi J8M
Mitsubishi J8M «Shūsui» (яп. 三菱 J8M 秋水三菱 J8M 秋水, «Сюсуй» («Осенняя вода»)) — проект реактивного истребителя Императорского флота Японии периода Второй мировой войны.

## История создания
Осенью 1943 года японский военный атташе в Германии посетил испытания немецкого реактивного истребителя Messerschmitt Me.163 Komet, после чего в своём рапорте предложил приобрести лицензию на производство самолёта и реактивного двигателя в Японии. По этому предложению в Японии провели дискуссию, так как были сомнения относительно возможности изготовления необходимого количества реактивного топлива. Но в это время начались налеты B-29 на Японию, и армии был нужен скоростной перехватчик, способный быстро набирать высоту. Поэтому в конечном итоге лицензия была приобретена за 20 млн. марок. Немцы обязались предоставить соответствующую конструкторскую документацию, а также по одному комплекту планера и двигателя с комплектом запасных частей. В Японию также должна была прибыть группа немецких специалистов, чтобы обучать японских инженеров.
Одна из подводных лодок, которая перевозила документацию и двигатель Walter HWK 509A, была потоплена, но в конце концов в июле 1944 года была выдана спецификация 19-Си на изготовление реактивного перехватчика. Работы были поручены фирме Mitsubishi. Это была совместная разработка армии и флота, самолёт получил флотское обозначение J8M и армейское Ki-200.
Разработкой самолёта руководил инженер Мидзиро Такахаси. Работы шли достаточно быстро. Уже в сентябре был готов макет, и после его принятия начались работы над опытным самолётом.
Вскоре после начала работ над J8M флот поручил 1-му Арсеналу флота в Йокосуке создать планер аналогичной конструкции для оценки управляемости будущего перехватчика и для использования его для подготовки пилотов.
Планер Yokosuka MXY8 совершил первый полёт 8 февраля 1944 года и показал хорошие характеристики.
Фирма Mitsubishi изготовила первые самолёты J8M в декабре 1944 года, но из-за задержки с разработкой двигателя начались испытания планера с балластом, который имитировал полную соответствующую массу.
Этот вариант получил армейское обозначение Ku-13, и предназначался для подготовки строевых пилотов. Всего было построено примерно 50-60 таких планеров.
Флот разрабатывал подобный вариант, получивший обозначение Yokosuka MXY9, но к концу войны проект не был завершен.
Для более полного изучения лётных характеристик перехватчика при полной загрузке были проведены испытания планера с балластом, который имитировал массу двигателя и топлива.
Самолёт поднялся в воздух на буксире за Nakajima B6N 8 января 1945 года. Испытания показали правильность выбранных решений.
Двигатель Mitsubishi KR10 (японский вариант Walter HWK 509A) был готов только в апреле 1945 года, а впервые самолёт J8M поднялся в воздух 7 июля 1945 года. Но полёт продолжался недолго — вскоре после взлёта, на высоте 350 м заглох двигатель. Лётчик-испытатель попытался посадить самолёт, но при посадке самолёт потерпел аварию и был разрушен, пилот погиб.
Для решения проблем на 6-м и 7-м образцах внесли изменения в топливную систему, но до конца войны ни один J8M или Ki-200 завершён не был.
До конца войны готовилось серийное производство самолёта в нескольких вариантах: J8M1 с двумя 30-мм пушками, J8M2 вместо одной из пушек имел дополнительный топливный бак.
Армейские специалисты разрабатывали вариант Ki-202, который имел увеличенный фюзеляж и больший запас топлива и должен был стать основным армейским перехватчиком.

## Тактико-технические характеристики

### Технические характеристики
- Экипаж: 1 человек
- Длина: 6,05 м
- Высота: 2,70 м
- Размах крыла: 9,50 м
- Площадь крыльев: 17,73 м²
- Масса пустого: 1 505 кг
- Масса снаряженного: 3 885 кг
- Двигатель: Mitsubishi KR10 (Toku Ro.2)
- Мощность: 14,7 кН

### Летные характеристики
- Максимальная скорость: 900 км/ч
- продолжительность полета: 5 мин 30 с
- Практический потолок: 12 000 м

### Вооружение
- Пушечное:
  - 2x30-мм пушки «Ho-155» (J8M1)
  - 2x30-мм пушки «Тип 5» (Ki-200)

## Варианты
- J8M1 — флотский вариант с двумя 30-мм пушками «Ho-155»
- J8M2 — флотский вариант с одной 30-мм пушкой «Type 5» и дополнительным топливным баком в носу
- Ki-200 — армейский вариант 2 x 30-мм пушки «Тип 5»
- Ki-202 — проект армейского перехватчика с увеличенным фюзеляжем и топливным баком большей емкости

## Ссылка
- На Викискладе есть медиафайлы по теме Mitsubishi J8M